# Parc national de Jericoacoara
Le Parc national de Jericoacoara (en portugais : Parque Nacional de Jericoacoara) est un parc national du Brésil, situé dans la municipalité de Jijoca de Jericoacoara, dans l'État du Ceará. Sur son littoral se trouve la célèbre plage de Jericoacoara. L’environnement côtier est extrêmement vulnérable et composé de paysages distincts : bancs de sable, dunes, lagunes, plateaux, mangroves, pelouses halophytes et plages.

## Histoire
Le mot Jericoacoara vient du tupi (une langue indigène) et signifie « repaire de tortues ». Il désigne une ville et une plage du Ceará, ainsi que le parc national. Jericoacoara est un endroit avec des conditions favorables pour la planche à voile et le sandboard.
Un fait d'une certaine importance historique est le rapport de Vicente Yáñez Pinzón (capitaine de la Nina, la flotte de Christophe Colomb), qui a jeté l'ancre dans la baie de Jericoacoara en 1499. Mais cela n'était pas officiel à l'époque en raison du traité de Tordesillas, signé la même année.
Jusqu’en 1985, Jericoacoara n’était qu’un petit village de pêcheurs, perdu parmi les dunes et isolé, jusqu’à sa découverte par l’industrie du tourisme, qui lui a valu une renommée internationale. Il a fait l’objet de plusieurs émissions de télévision et de publications importantes à travers le monde. Le journal américain The Washington Post a choisi sa plage du même nom comme l’une des dix plus belles plages de la planète en 1994. Jericoacoara a également servi de décor au film brésilien de 1997, L’huître et le vent.

## Parc
L'aire de protection environnementale de Jericoacoara a été créée le 29 octobre 1984, comprenait le village de Jericoacoara et avait 8416 hectares. Le 4 février 2002, le parc national de Jericoacoara a été créé, prenant le relais de l'aire de protection, et une zone de protection environnementale fédérale a été établie à la périphérie du village pour empêcher tout nouveau développement dans les dunes écologiquement fragiles. En septembre 2005, cette zone de 207 hectares a été incorporée au parc.

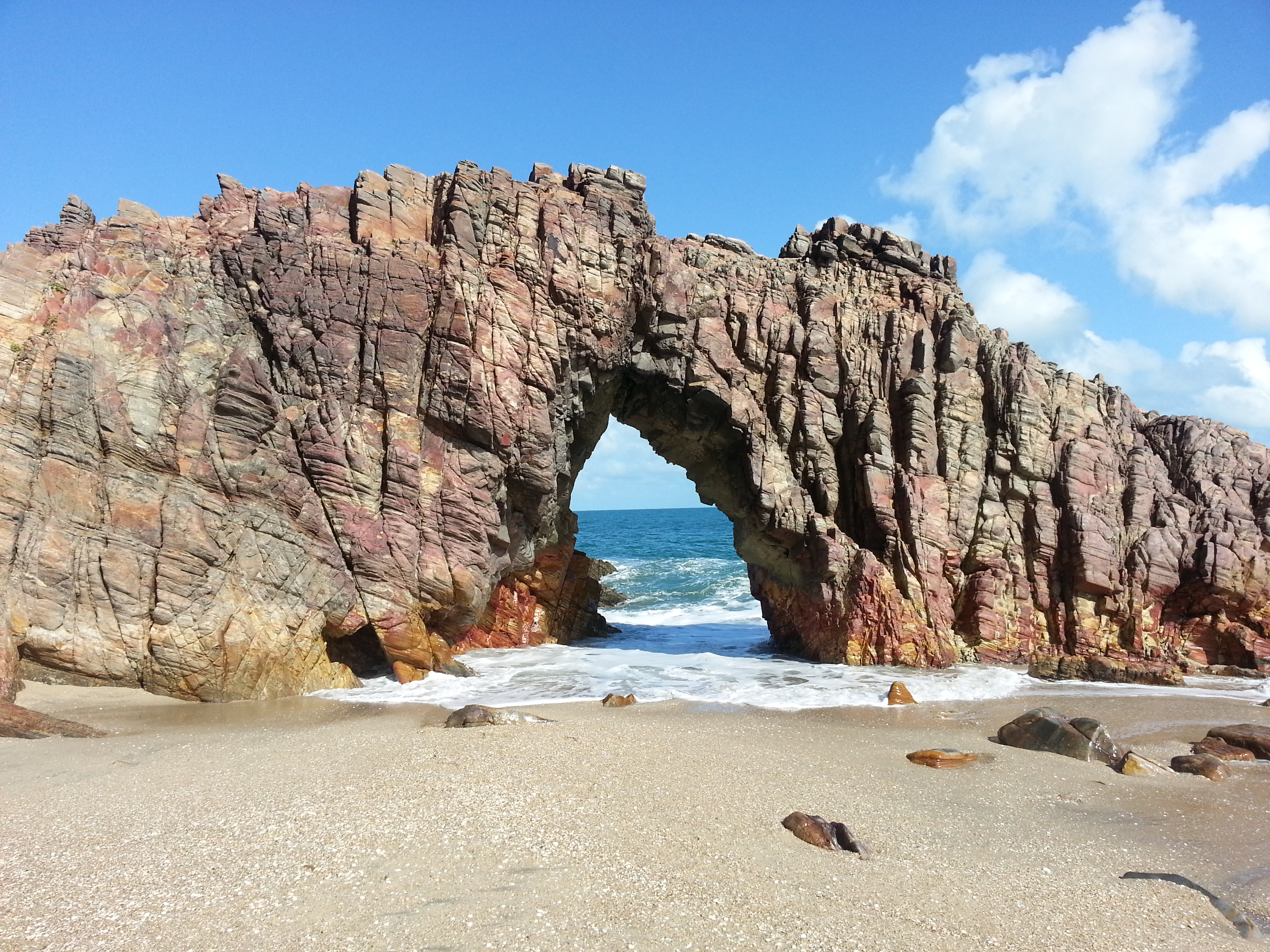
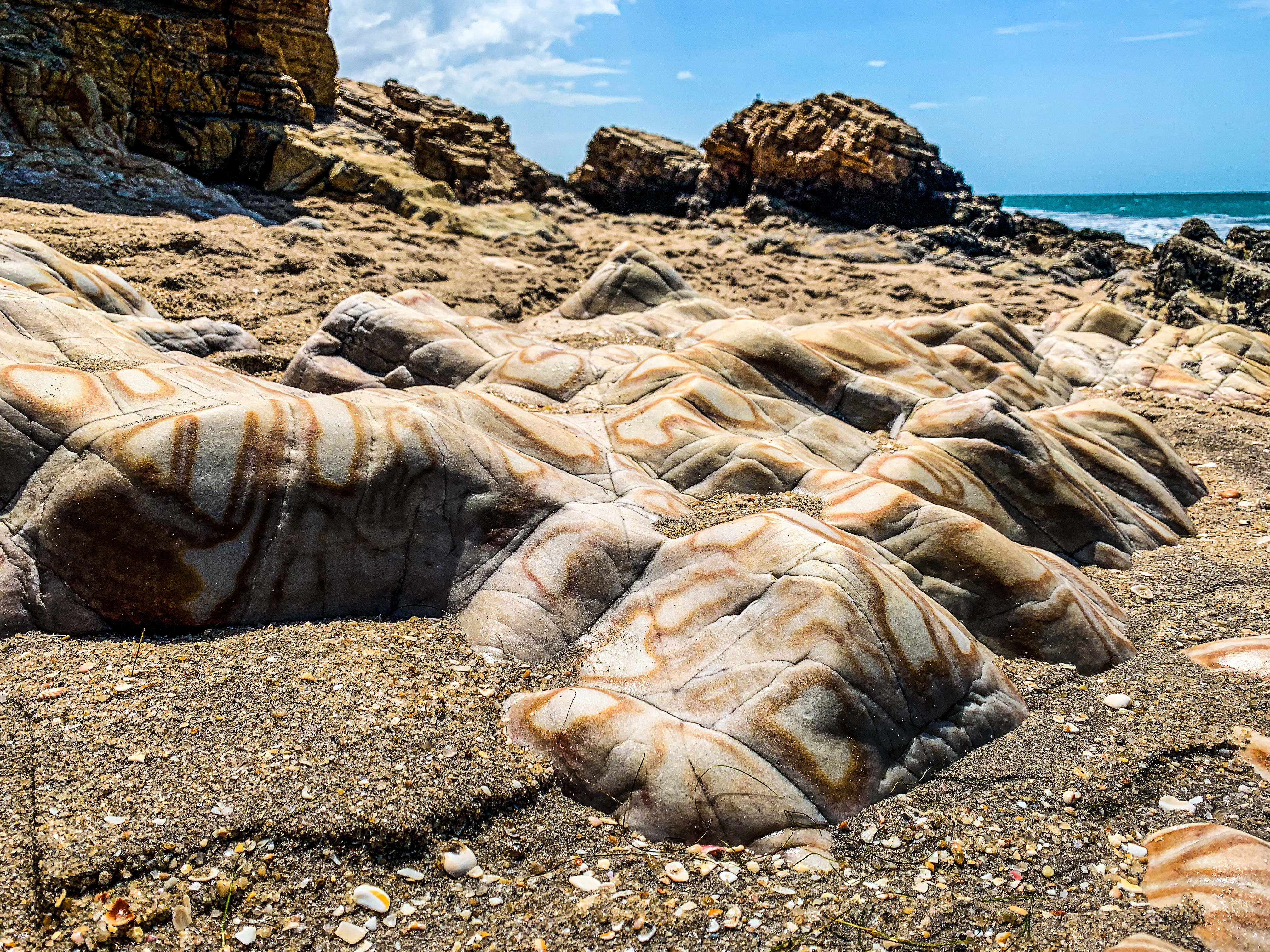
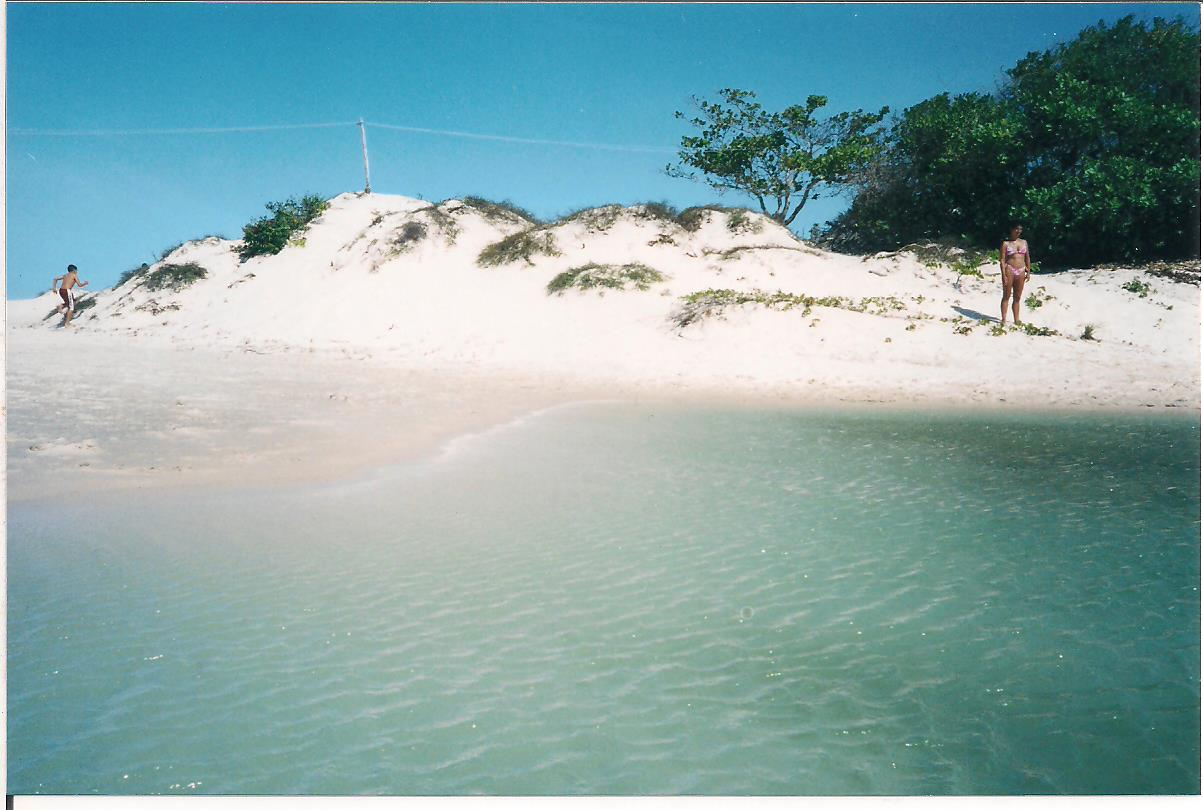
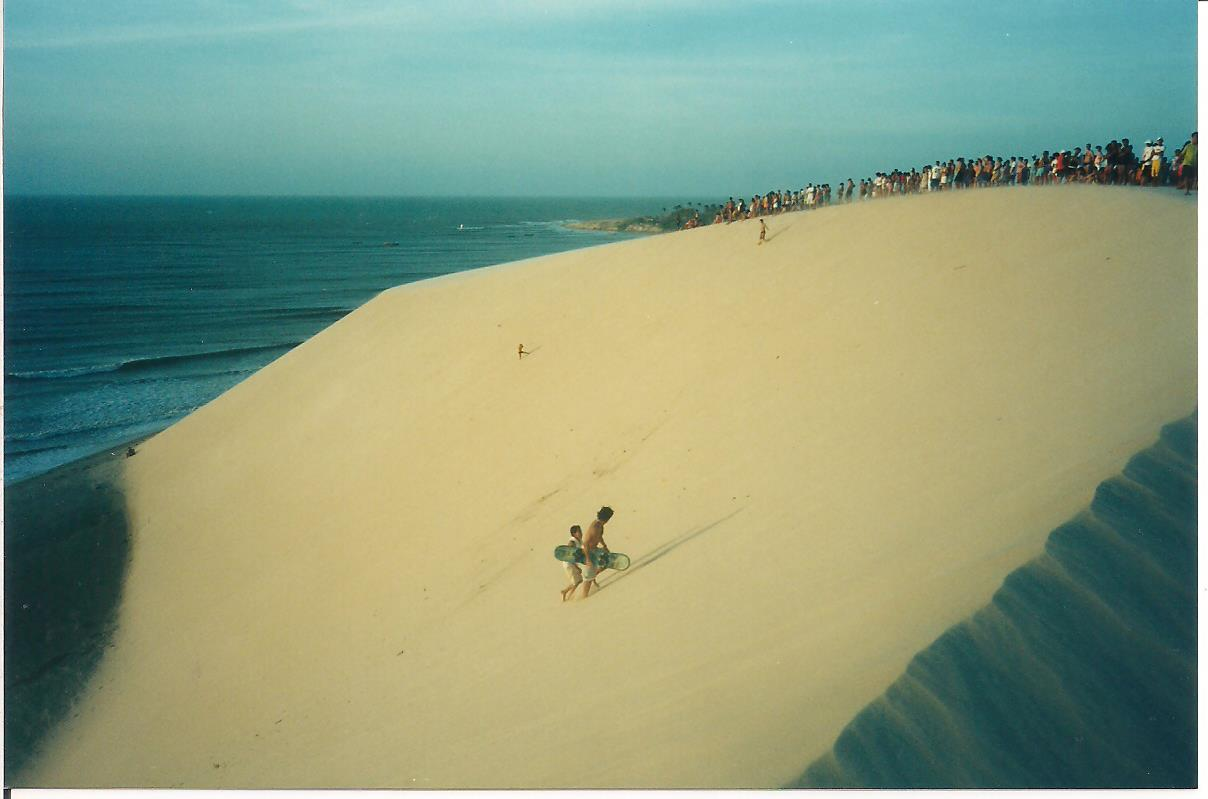
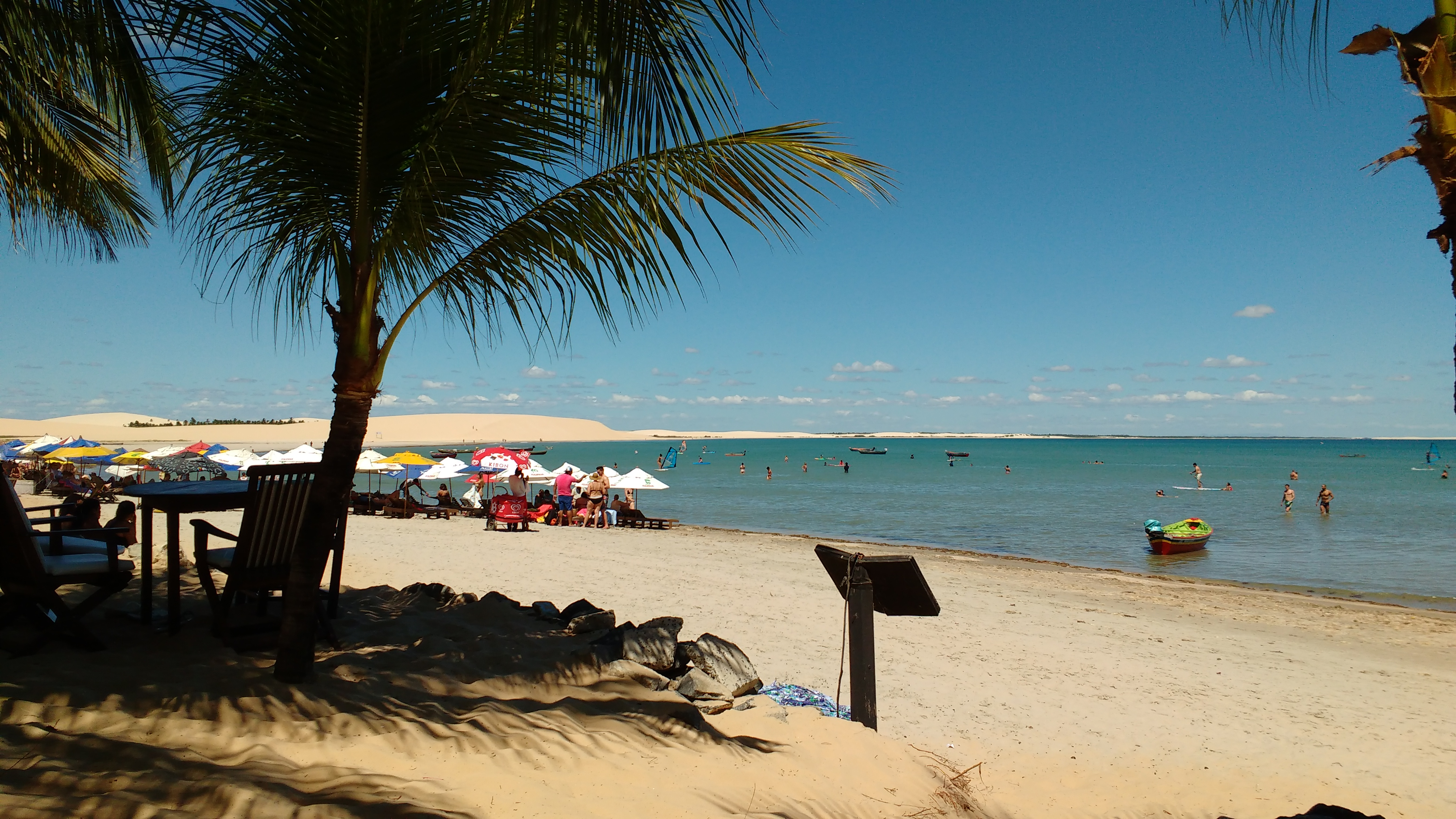
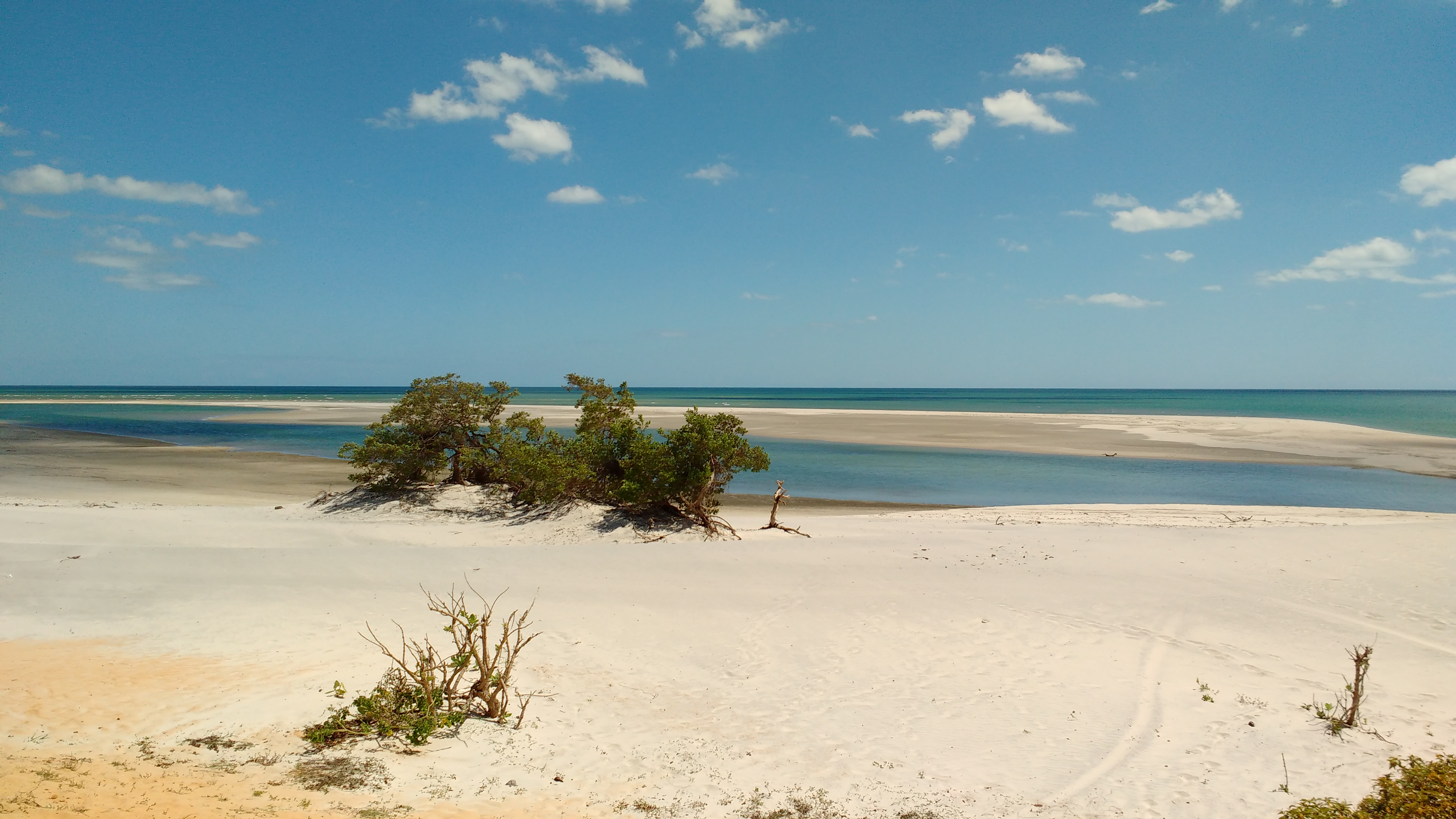